# Allan Smith
Allan Smith (* 6. November 1992 in Paisley) ist ein britischer Hochspringer.

## Sportliche Laufbahn
Erste internationale Erfahrungen sammelte Allan Smith bei den U23-Europameisterschaften 2013 in Tampere, bei denen er mit 2,26 m die Bronzemedaille gewann. 2015 qualifizierte er sich für die Halleneuropameisterschaften in Prag, bei denen er mit 2,19 m in der Qualifikation ausschied. Zwei Jahre später nahm er erneut an den Halleneuropameisterschaften in Belgrad teil und belegte diesmal mit 2,18 m im Finale den achten Platz. Während der Freiluftsaison nahm er an der Sommer-Universiade in Taipeh teil und wurde dort mit 2,23 m Vierter. 2018 nahm er erstmals an den Commonwealth Games im australischen Gold Coast teil und belegte dort mit neuer Bestleistung von 2,27 m den fünften Platz.
2014 und 2019 wurde Smith britischer Meister im Freien sowie 2015 und 2017 in der Halle. Er ist Student an der Edinburgh Napier University.

## Persönliche Bestleistungen
- Hochsprung (Freiluft): 2,27 m, 11. April 2018 in Gold Coast
  - Hochsprung (Halle): 2,29 m, 15. Februar 2015 in Sheffield